# Baldaquí de Ribes
El Baldaquí de Ribes és un baldaquí fragmentari d'estil romànic datat de mitjan segle xii, considerat l'obra mestra de l'anomenat taller de Ripoll, que es conserva actualment al Museu Episcopal de Vic. Les característiques de la seva tècnica i la gran qualitat dels pigments emprats apunten cap a una possible vinculació tècnica entre aquesta pintura sobre fusta i l'emprada per la il·luminació de manuscrits. El fragment que ha sobreviscut és només una quarta part de l'original, el qual presentava una màndorla central amb la figura de Crist i quatre àngels a cada costat.
L'estil d'aquesta pintura sobre taula és molt acurat i només es pot comparar amb les pintures murals de Sant Climent de Taüll o fins i tot amb l'escultura monumental de la portalada de Ripoll. És també molt proper al Frontal d'altar d'Esquius, conservat al Museu Nacional d'Art de Catalunya, especialment pel que fa a la forma de dibuixar les lletres capitals de les inscripcions llatines. Mostra una important influència del sud de França i pren moltes característiques del timpà de l'abadia de Moissac, especialment pel que fa a la vestimenta de Crist; les vestimentes dels àngels i els pentinats de totes les figures, tanmateix, són típicament ibèriques.
A la mateixa sala d'art romànic del Museu Episcopal de Vic s'exposa el frontal d'altar de Puigbò, l'autor del qual sembla que va seguir el model de la imatge del Crist pantocràtor establert pel mateix taller d'aquest Baldaquí de Ribes, però amb menys destresa d'estil i menor habilitat tècnica. Per bé que la tradició històrica del seu ingrés al Museu Episcopal de Vic l'any 1906 diu que el baldaquí prové de Ribes de Freser, no es pot tenir la certesa absoluta d'aquesta procedència. A l'església parroquial de Santa Maria de Ribes s'hi ha col·locat modernament una rèplica de l'original.

## Descripció
Del Baldaquí de Ribes només se'n conserva una part, ja que en època incerta es va retallar per donar-li la forma d'un pal·li. Originàriament era una taula de grans dimensions que formava part d'un baldaquí-plafó. Una cort angelical deuria flanquejar la figura de Crist, present al centre en una màndorla, tot i que actualment només es conserven tres dels àngels que porten estendards i fèrules, pròpies del ritual de la cort romana d'Orient.
Presideix la composició la figura del Crist Pantocràtor que assegut damunt d'un tron encoixinat, beneeix amb la mà dreta i amb l'esquerra eleva el llibre sagrat amb la inscripció "Pau/ Lleó" seguint la iconografia apocalíptica del Judici Final, la «Parousia». Crist està emmarcat per una màndorla que conté una inscripció: <PER ME MVNDATVR> QVISQVIS SVPER ASTRA LEVATVR. AD ME SPEM VITE DVCE ME <MEA MEMBRA VENITE>. Uns versos que es poden entendre de la següent manera: «Per mi és purificat tot el qui per damunt dels astres és elevat». «Guiats per mi, membres meus, veniu a mi, esperança de vida». Aquests hemistiquis són part d'un parell de versos, amb rima lleonina, que ja es troben incorporats al marge superior del fol. 154r de l'actual manuscrit 74 de Ripoll. Hi ha una banda central que conserva una altra inscripció, avui incompleta, que diu: Dominus et rex regum, lux et forma dierum, que, al peu de la lletra, significaria «Senyor i rei dels reis, llum i motlle dels dies».

## Interpretació
La procedència immediata del baldaquí, podria ser l'església de Ribes, però no la mediata, que ha de ser aquella església per a la qual un o diversos artistes del monestir de Ripoll van fabricar-lo possiblement a mitjan segle xii, qui sap si per a l'església del mateix cenobi. Avui dia no sembla possible de dubtar d'un origen ripollès de la peça, de la biblioteca del monestir del qual sortiren els textos dels filacteris, ara exactament interpretats i que reprodueixen el que podríem qualificar com un breu diàleg entre Crist, que ensenya el camí a seguir, i els fidels, que l'invoquen en alguns dels seus atributs, els quals el presenten com a creador del món i senyor de reis i poderosos, en qui el poble fidel pot trobar força en les seves tribulacions i en el seu camí envers la pau del paradís que comporta la visió de Déu.